# Стронггерст (Іллінойс)
Стронггерст (англ. Stronghurst) — селище (англ. village) в США, в окрузі Гендерсон штату Іллінойс. Населення — 833 особи (2020).

## Географія
Стронггерст розташований за координатами 40°44′47″ пн. ш. 90°54′34″ зх. д. / 40.74639° пн. ш. 90.90944° зх. д. (40.746363, -90.909315).  За даними Бюро перепису населення США в 2010 році селище мало площу 2,30 км², уся площа — суходіл.

## Демографія
Згідно з переписом 2010 року, у селищі мешкали 883 особи в 354 домогосподарствах у складі 241 родини. Густота населення становила 384 особи/км².  Було 398 помешкань (173/км²).
Расовий склад населення:
| - 98,4 % — білих - 0,3 % — корінних американців - 0,3 % — чорних або афроамериканців |

До двох чи більше рас належало 0,9 %. Частка іспаномовних становила 0,1 % від усіх жителів.
За віковим діапазоном населення розподілялося таким чином: 22,9 % — особи молодші 18 років, 52,1 % — особи у віці 18—64 років, 25,0 % — особи у віці 65 років та старші. Медіана віку мешканця становила 45,0 року. На 100 осіб жіночої статі у селищі припадало 80,2 чоловіків;  на 100 жінок у віці від 18 років та старших — 78,7 чоловіків також старших 18 років.
Середній дохід на одне домашнє господарство  становив 52 157 доларів США (медіана — 44 583), а середній дохід на одну сім'ю — 52 179 доларів (медіана — 50 313). За межею бідності перебувало 14,9 % осіб, у тому числі 36,4 % дітей у віці до 18 років та 1,9 % осіб у віці 65 років та старших.
Цивільне працевлаштоване населення становило 350 осіб. Основні галузі зайнятості: освіта, охорона здоров'я та соціальна допомога — 36,0 %, транспорт — 11,4 %, будівництво — 10,3 %.